# ペトリュス川
ペトリュス川（ペトリュスがわ、ルクセンブルク語: Péitruss、ドイツ語: Petruss）は、ルクセンブルク市を通る小さい川で、アルゼット川へ流れ込んでいる。ルクセンブルク市内には、ペトリュス川が侵食してできた渓谷があり、ルクセンブルク市の歴史、景観にとって大きな役割を担っている。下流部は人工の河床となっているが、自然への復元計画が進められている。

## 名称
ペトリュス川の語源は、「石」や「岩」を意味するペトラ（ラテン語: petra）とされる。古い文献に、ペトリュス川のことを「岩だらけの川（ラテン語: rivus petrosus）」と呼んでいるものをみることができる。

## 流路
ペトリュス川は、ディパシュの森を水源として、バハトレング、ルクセンブルク市のメルル地区、オレリシュ地区を流れ、グルント地区のサンテュルリック通り（Rue Saint-Ulric）近くでアルゼット川に合流する。
ペトリュス川の総延長は、約12.8キロメートルで、Aalbaach、Grouf、Zéissengerbaachといった支流が、ペトリュス川に流れ込んでいる。

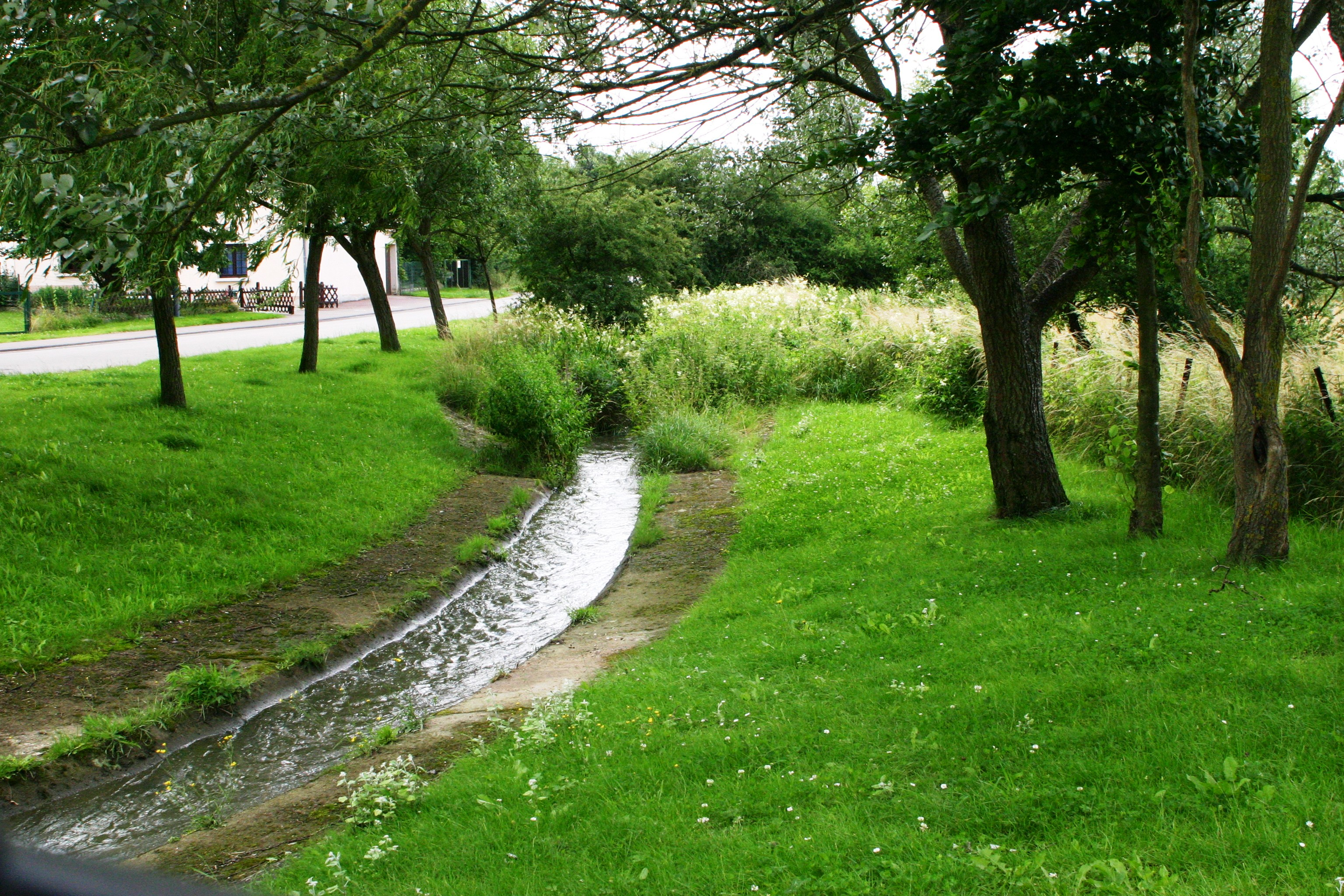
バハトレングを流れるペトリュス川
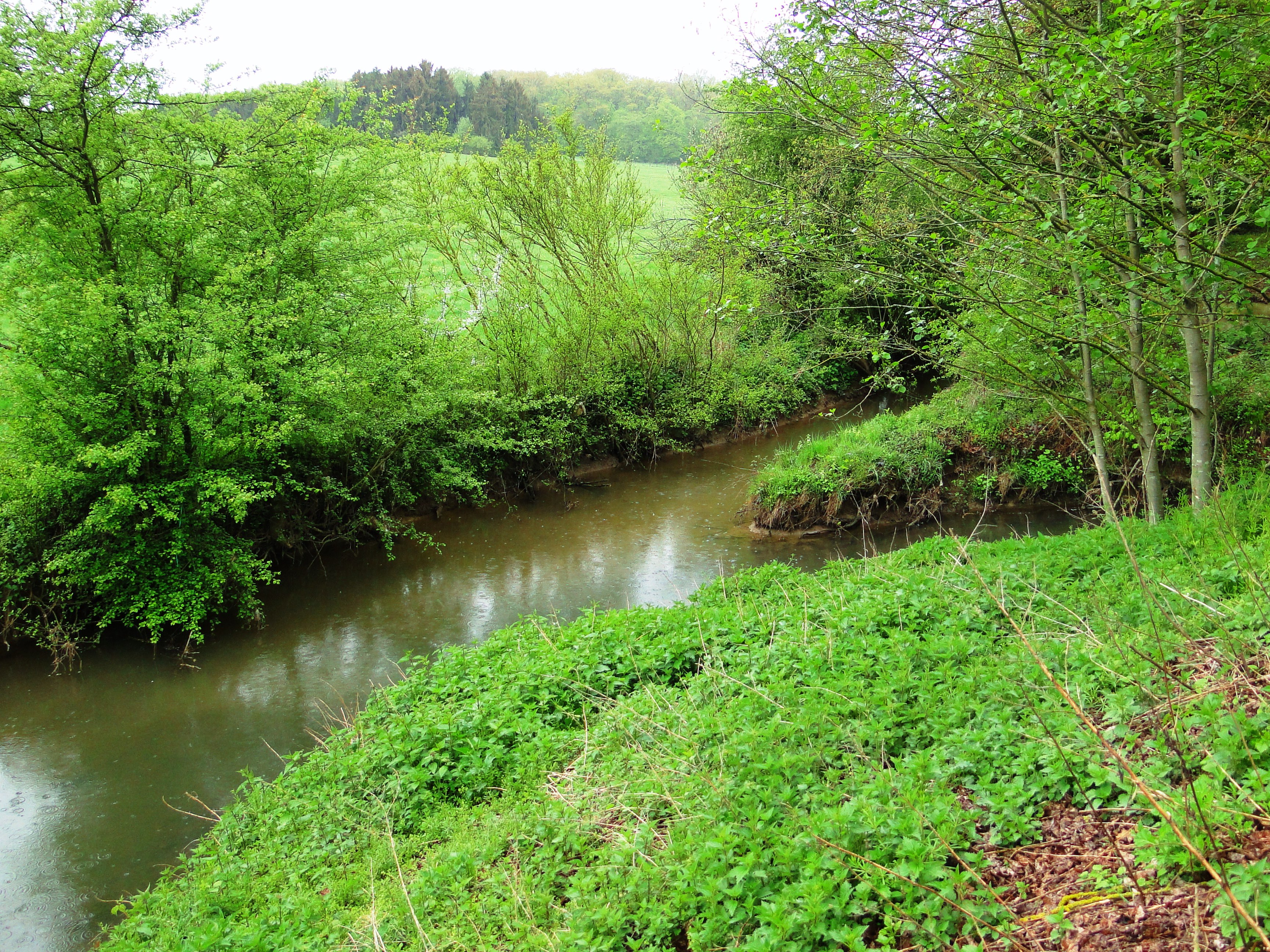
支流のGroufとの合流
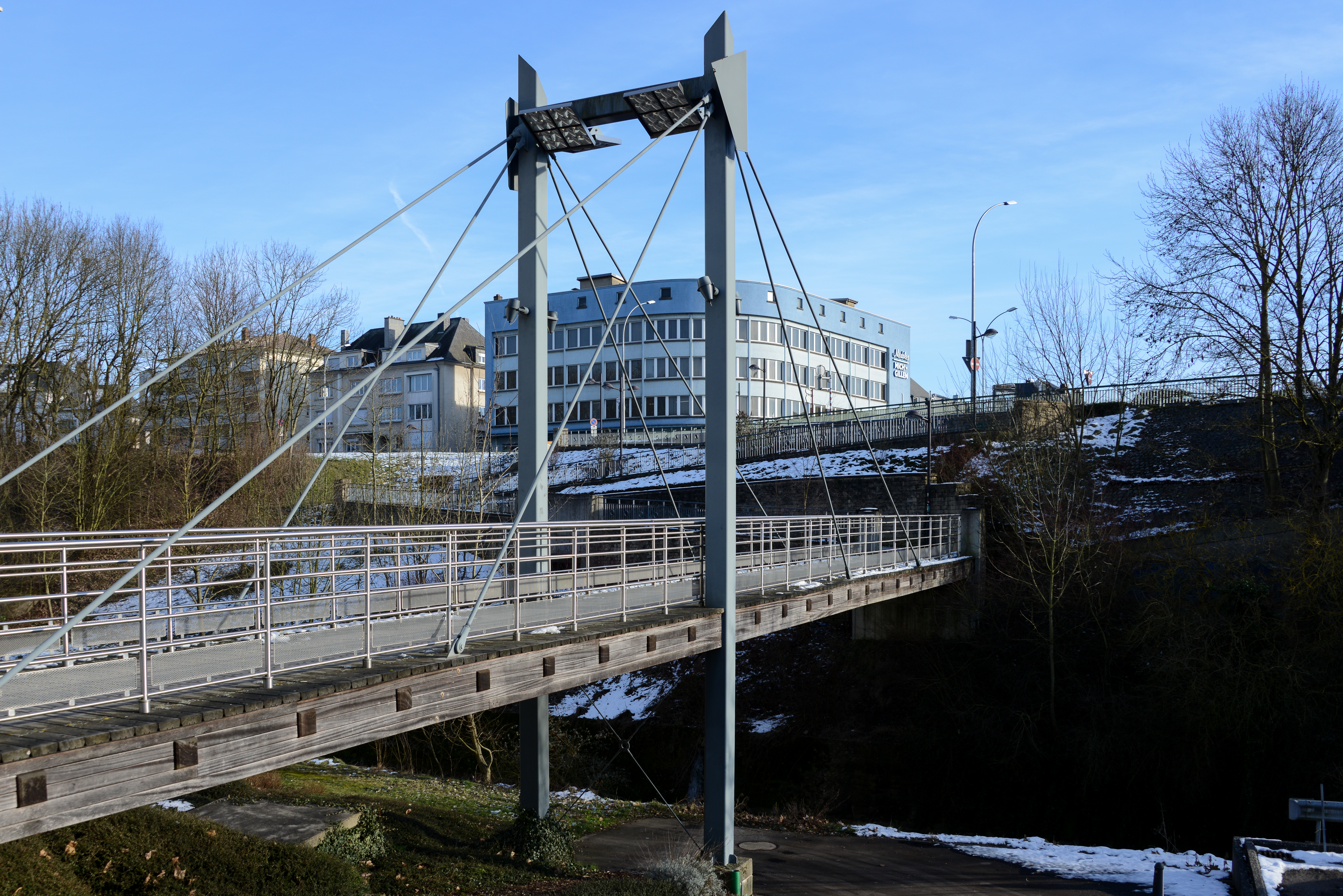
オレリシュ地区に架かる歩道橋
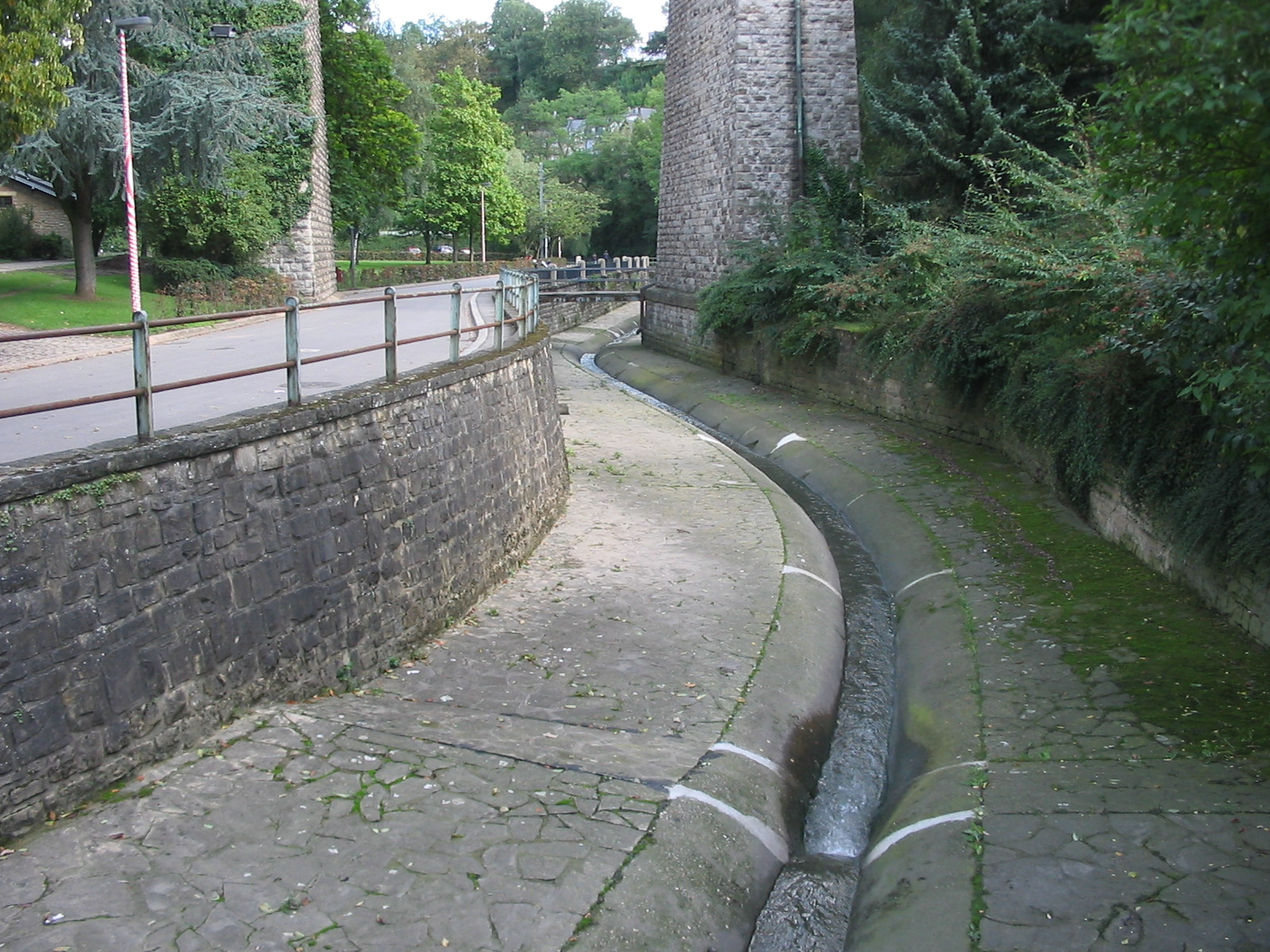
高架橋の橋脚脇を流れてゆくペトリュス川
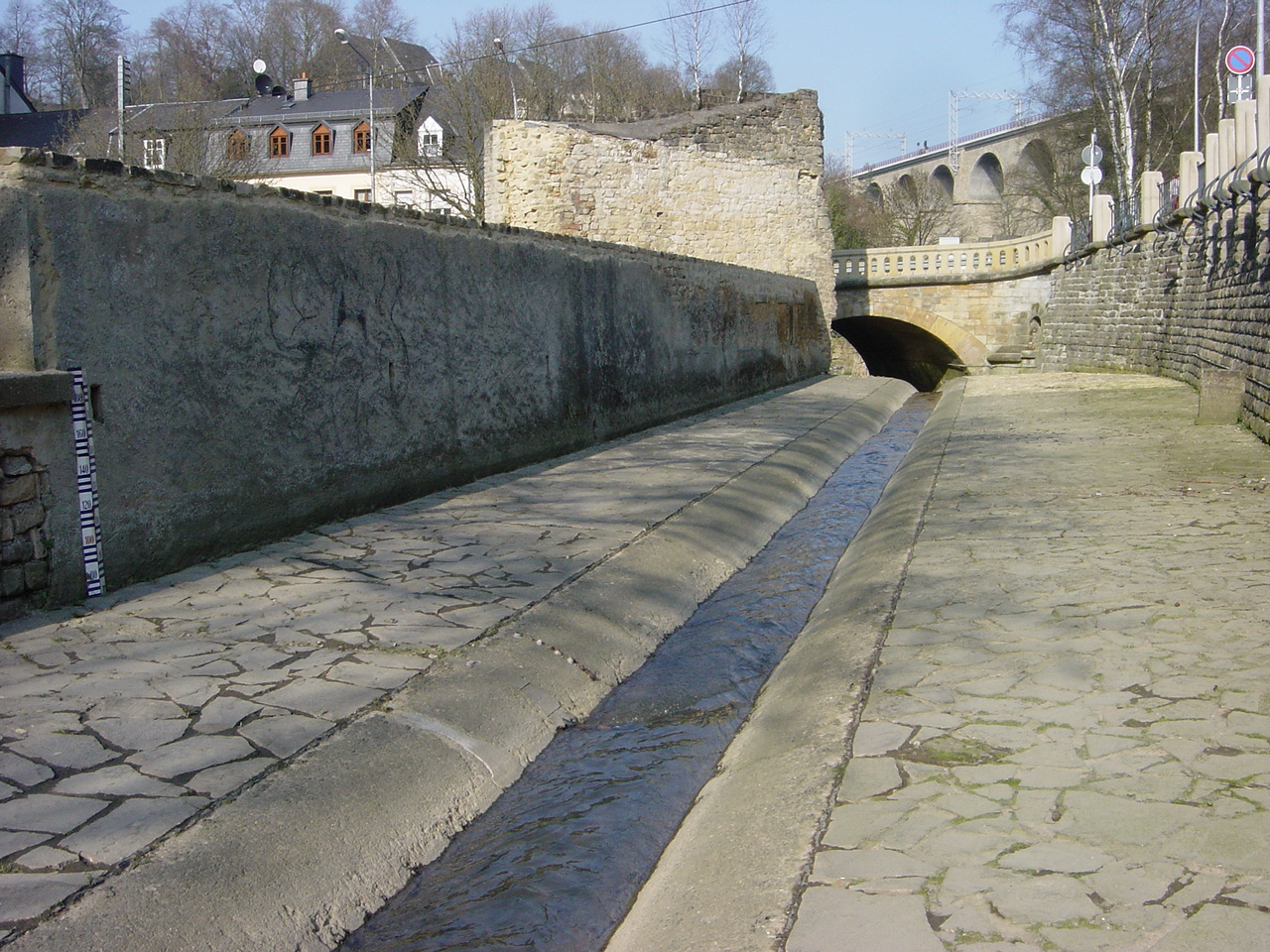
河床からサンテュルリック通りの橋を望む
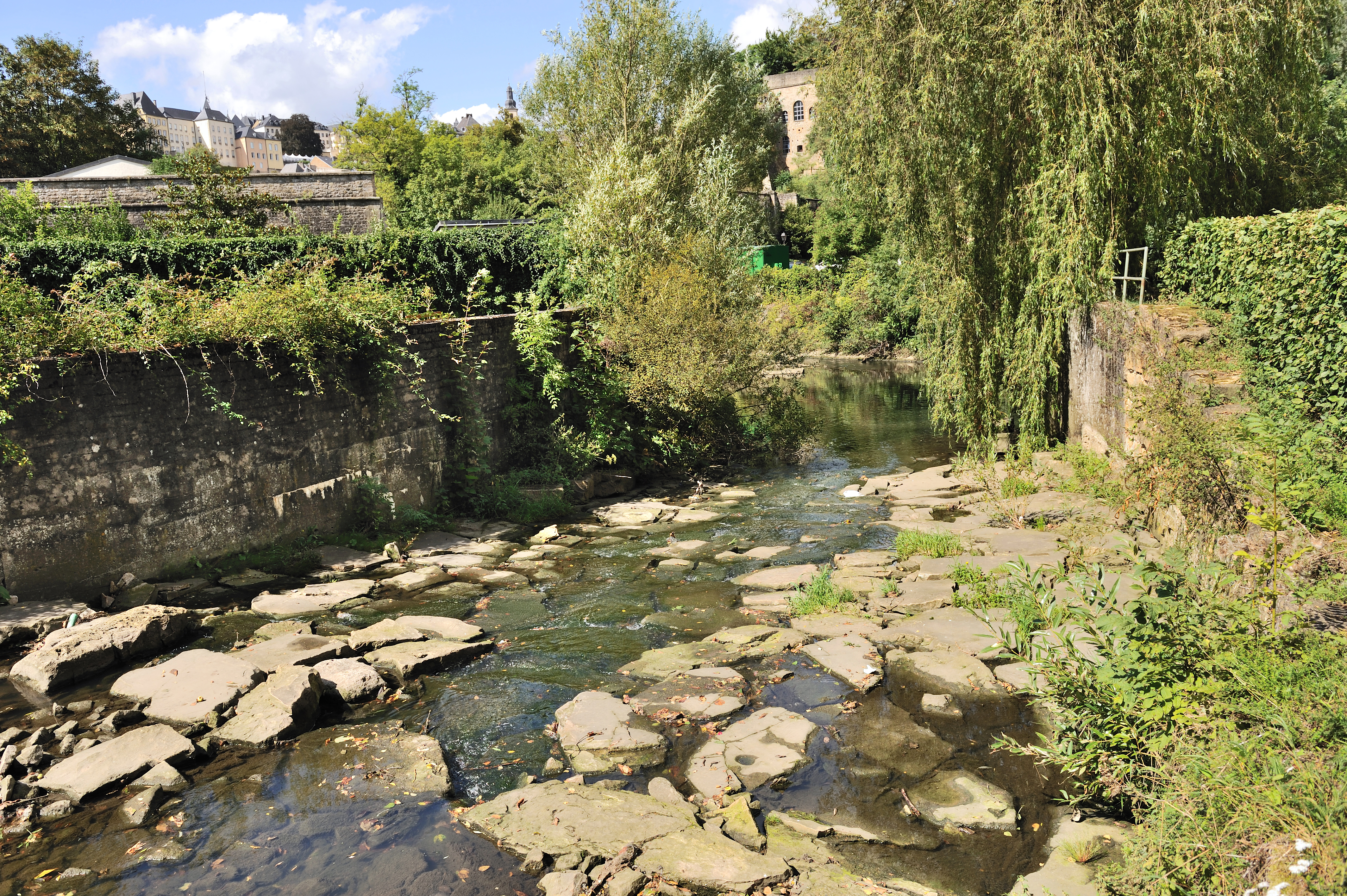
グルント地区、アルゼット川へ注ぐ手前のペトリュス川
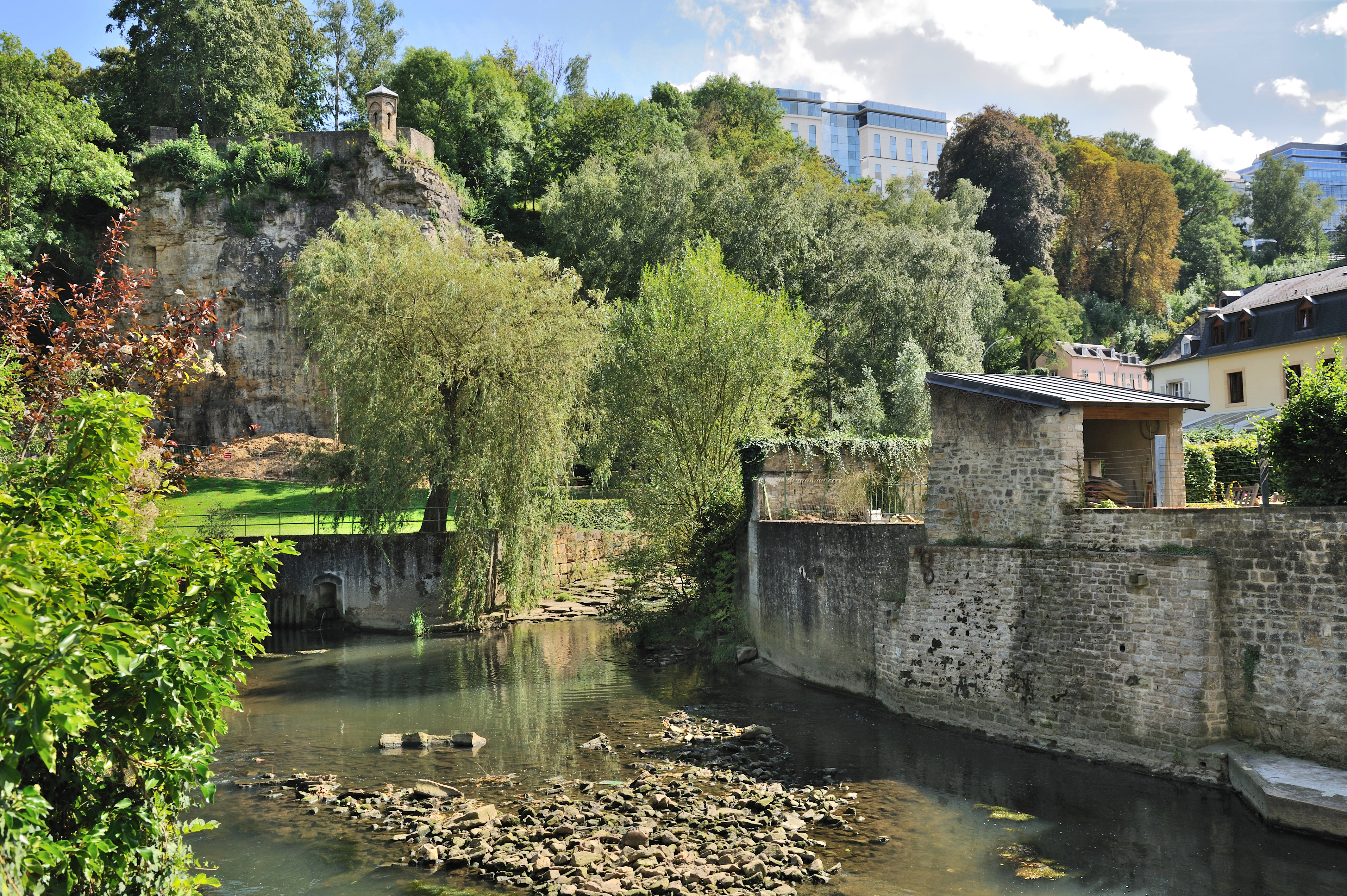
アルゼット川からみたペトリュス川の河口

### 人工河床
ペトリュス川の下流約2.6キロメートルは、1930年代以降、コンクリートに覆われた人工の河床となっている。
20世紀の始め、ペトリュス川には廃水も垂れ流され、水質が悪化していた。ペトリュス川は小さな川なので、少雨季には汚濁を流し去るだけの流量がなく、川に取り残された残滓が衛生環境に危機をもたらした。そこで1932年に、川の流れを速くして汚濁を素早く流し去るべく、河床をコンクリートで覆うことが決定した。

## ペトリュス渓谷

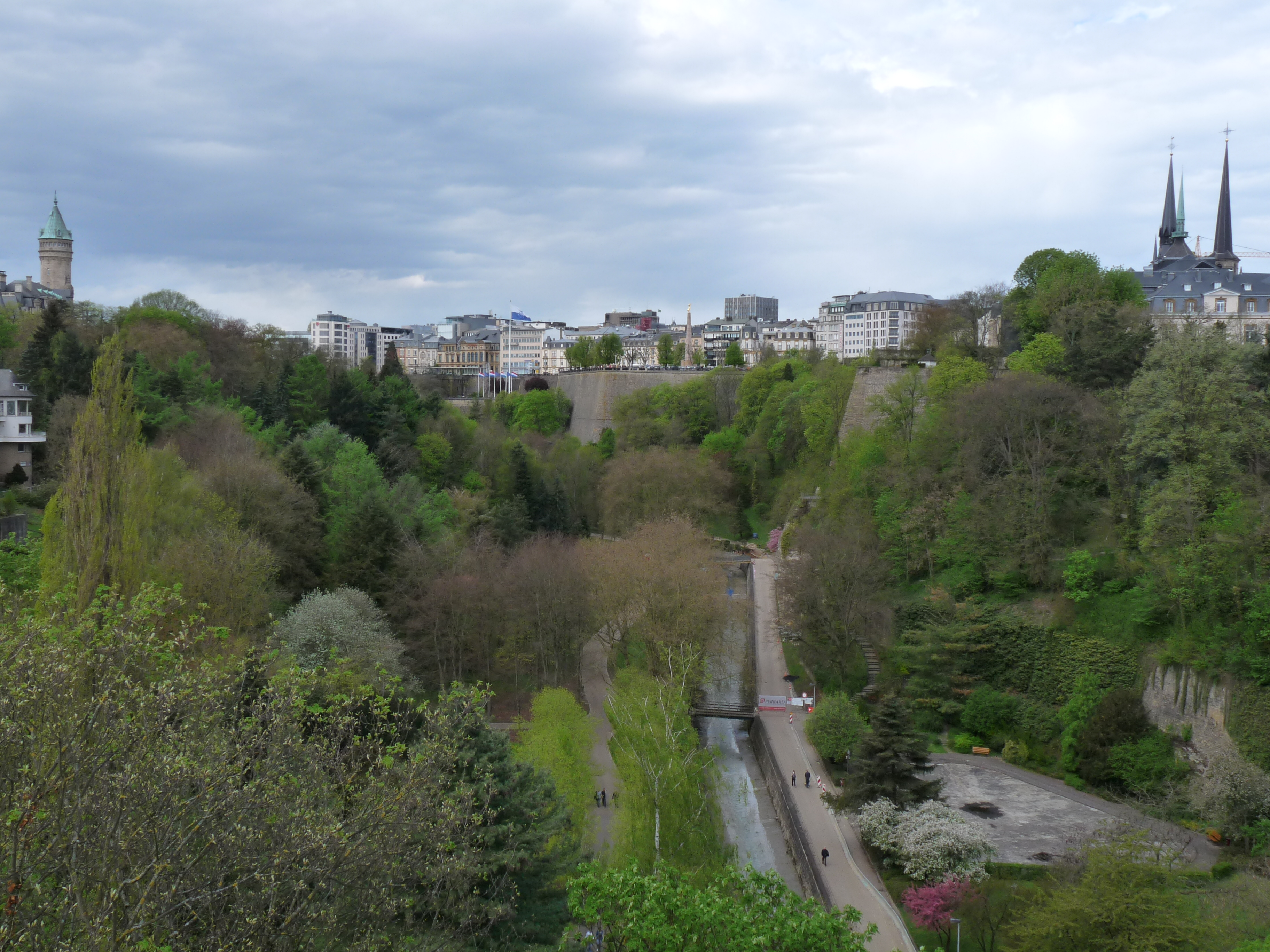
ペトリュス渓谷

ペトリュス川は、ルクセンブルク市のある砂岩の台地を侵食し、旧市街のある聖霊台地（Heilig-Geist-Plateau）とルクセンブルク駅のあるブルボン台地（Bourbon-Plateau）の間に深い谷、ペトリュス渓谷を穿っている。ペトリュス渓谷は、ルクセンブルク市の歴史及び景観にとって、重要な存在である。
ペトリュス渓谷の辺りには、ジークフロイトがリュシリンブルフク（Lucilinburhuc）を手に入れる以前から、ケルト人やローマ人、ゲルマン人らが定住していた。14世紀には、ノイスのクイリヌスを奉じた礼拝堂（Gräinskapell）が渓谷に面して建てられており、ルクセンブルクでは特に古いキリスト教の信仰拠点の一つとされる。

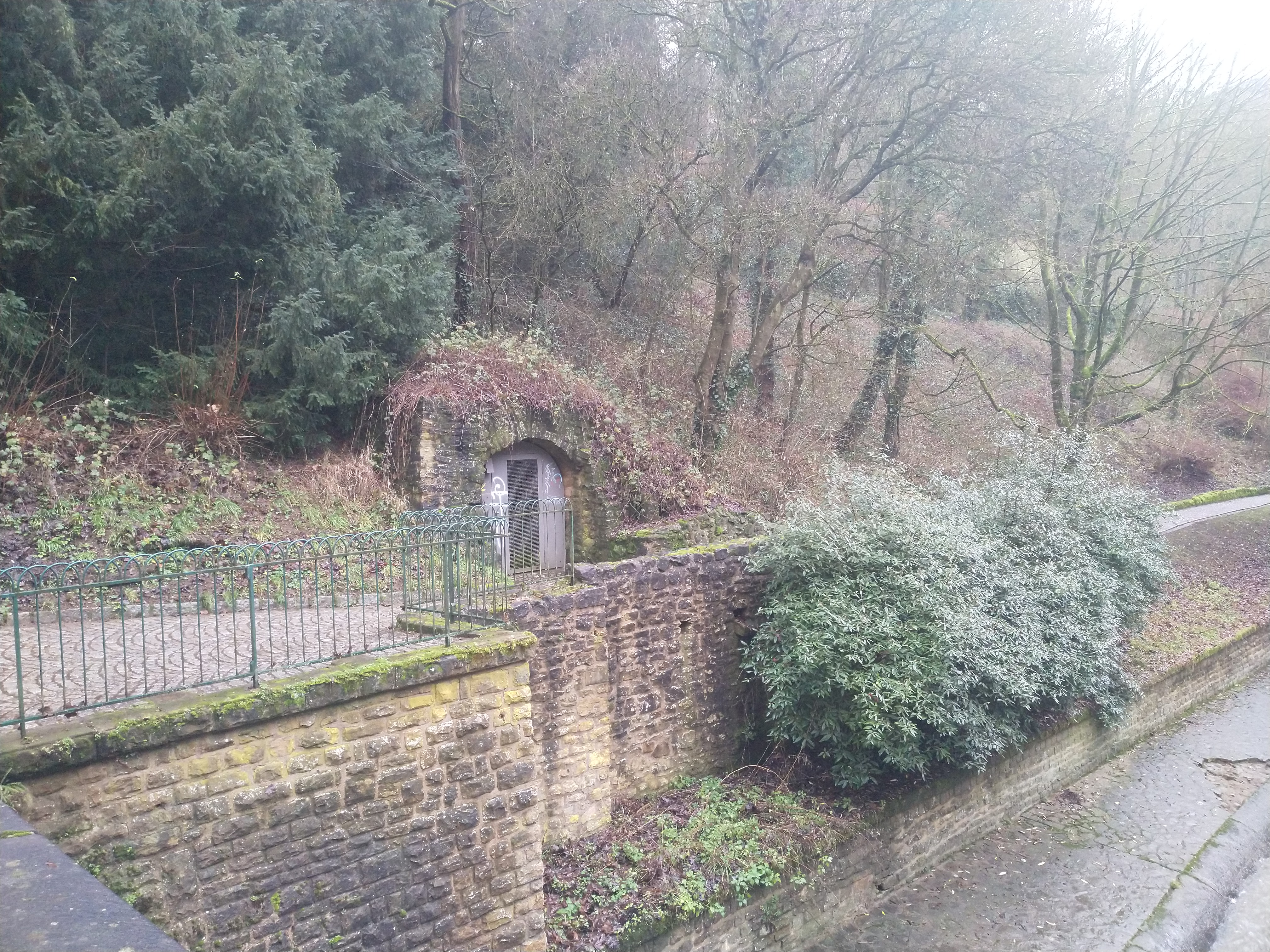
ブルボン閘門

ペトリュス渓谷の切り立った岩壁は、ルクセンブルク要塞にとっては天然の防壁として機能した。更に、セバスティアン・ル・プレストル・ド・ヴォーバンが渓谷に面して築いた稜堡や三角堡の遺構が、現代まで残っている。また、オーストリアが築いたブルボン閘門（Bourbonsschleis）という、渓谷を水没させて堀とする防御機構の遺構も存在している。
渓谷の底には、フランスの造園家エドゥアール・アンドレが手掛けたペトリュス公園が広がる。この公園は、岩壁の地層や、要塞の遺構をとり入れて活用している点に、景観上の特徴がある。また、公園の生垣や芝地は、木々と共に都市緑化にとって大きな役割を果たしている。渓谷内には他にも、スケートパークやミニゴルフ場が整備されており、市民の憩いの場となっている。
ペトリュス渓谷には、旧市街とルクセンブルク駅のある新市街を繋ぐ高架橋が2ヶ所に架かっている。一つは、パスレル（高架橋、オールドブリッジ）であり、もう一つは観光名所ともなっているアドルフ橋（ニューブリッジ）である。

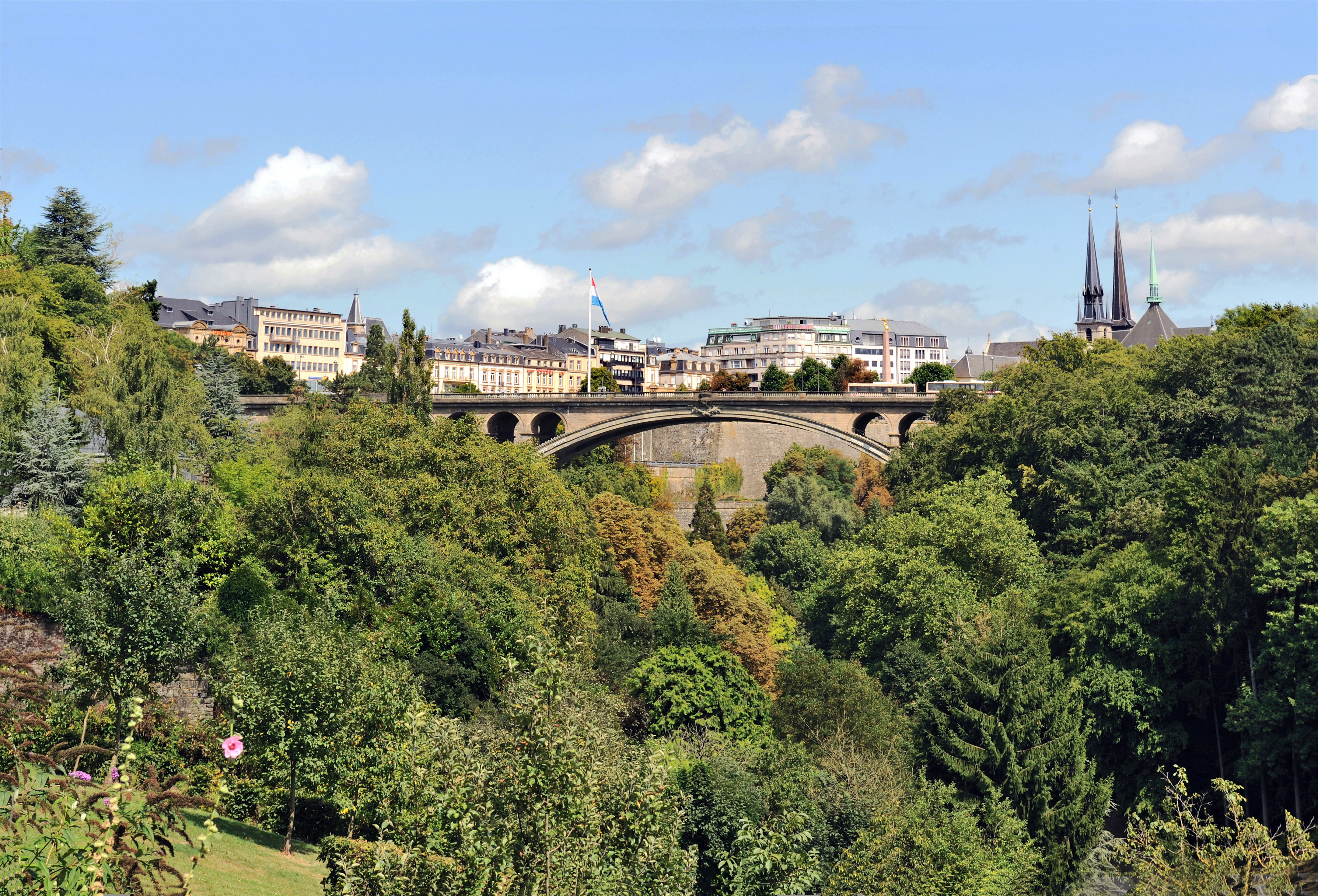
ペトリュス渓谷とアドルフ橋
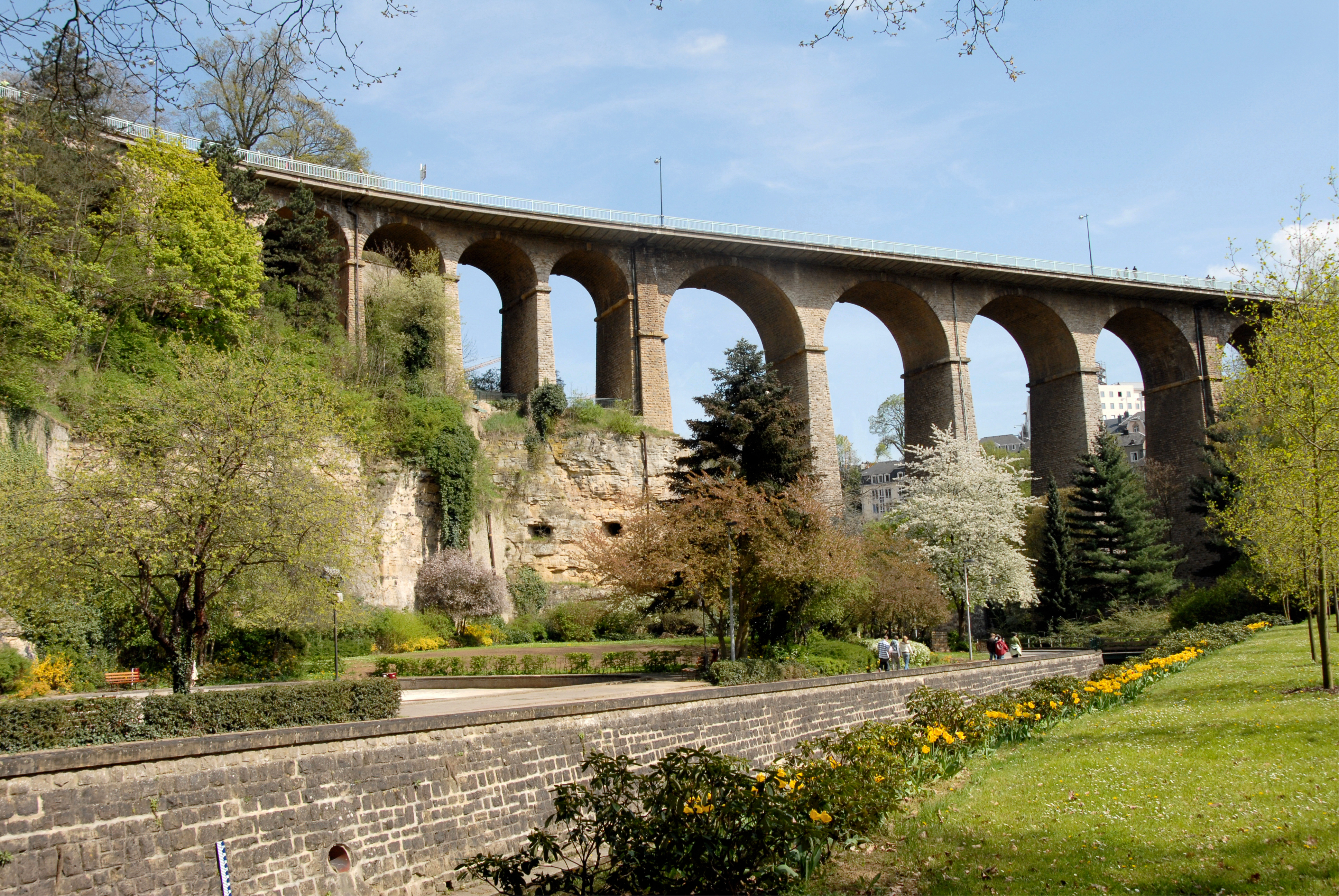
高架橋（パスレル）
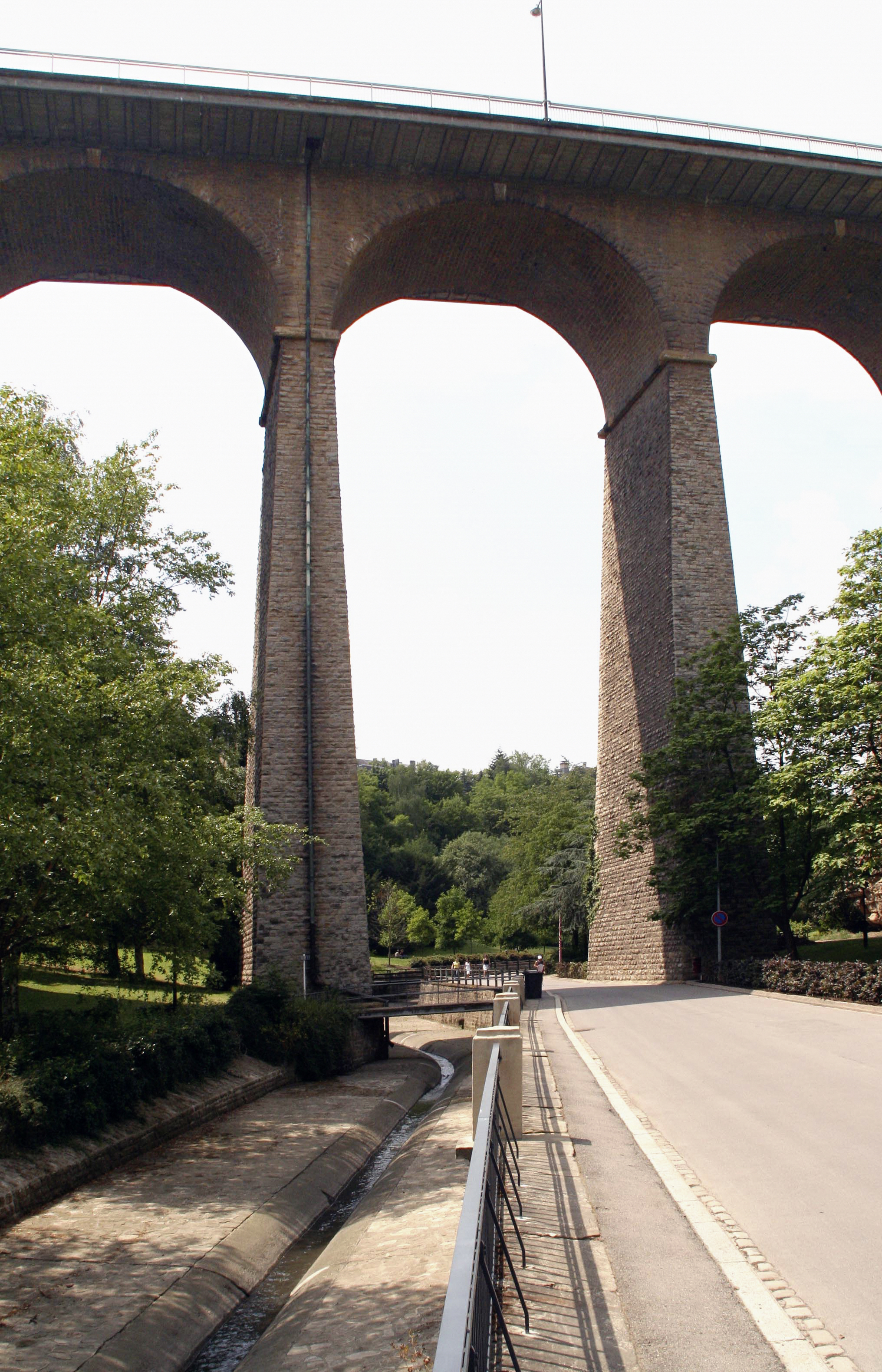
高架橋の下を流れるペトリュス川

## 環境保護

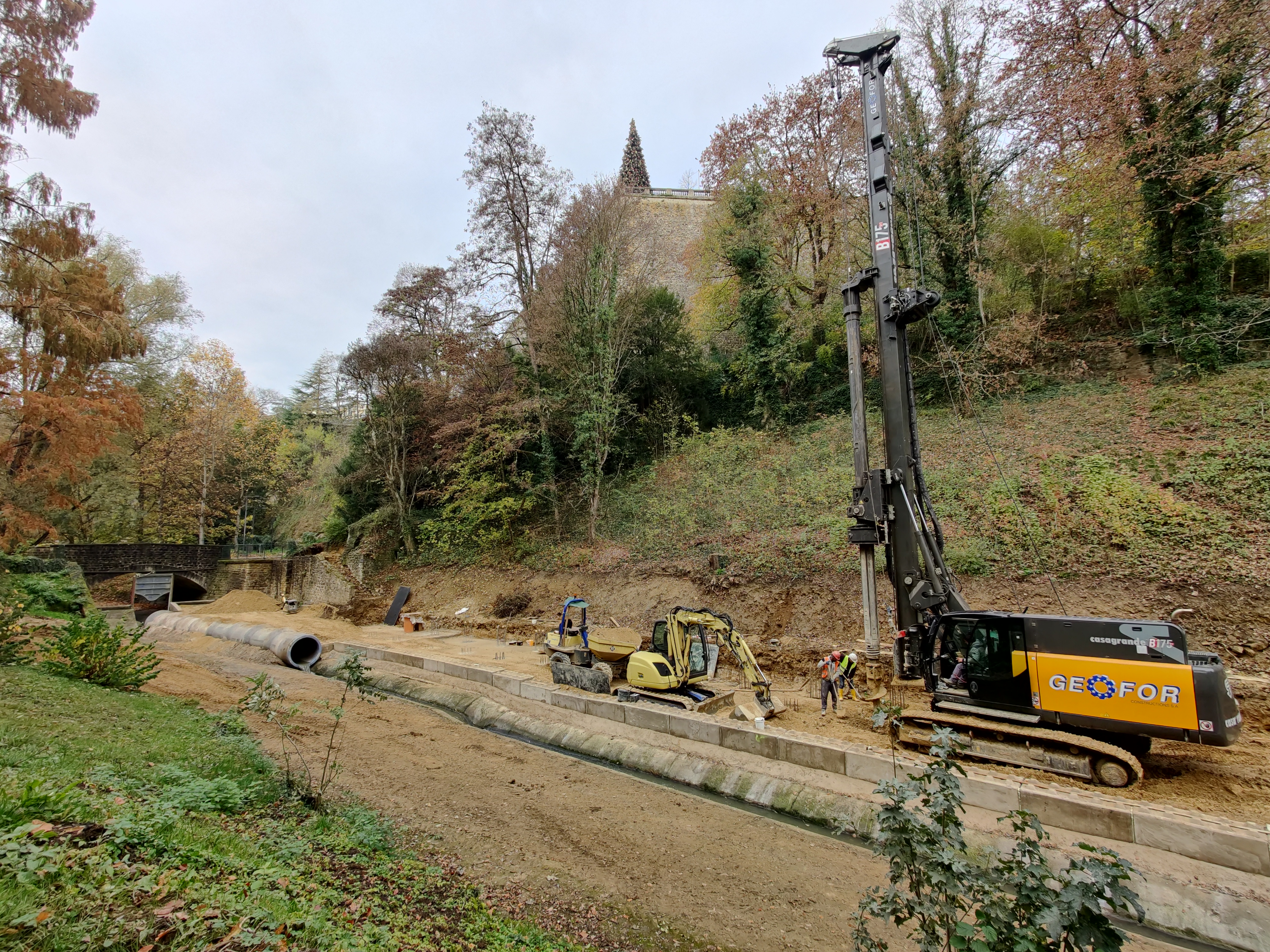
ペトリュス川復元工事

下水道が整備され、ペトリュス川には雨水だけが流れ込むようになると、川の流速を高める必要はなくなり、今度はペトリュス川の生態系を保護するために、河床のコンクリートをとり去り、天然物の河床にする、自然復元計画が持ち上がった。計画には、アルゼット川からペトリュス川への遡上を助ける魚道の整備も含まれ、ペトリュス川だけでなく、その支流とアルゼット川まで含めた包括的な生物生息空間の改善を視野に入れている。この計画は、2019年7月に市議会で承認され、2020年に着工した。計画では工程を2段階に分け、第1段階は河口からブルボン閘門までを2023年の園芸博覧会（LUGA 2023）までに完了し、第2段階はブルボン閘門からアンヴェール通り（Rue d'Anvers）までを2024年中に完了する予定である。

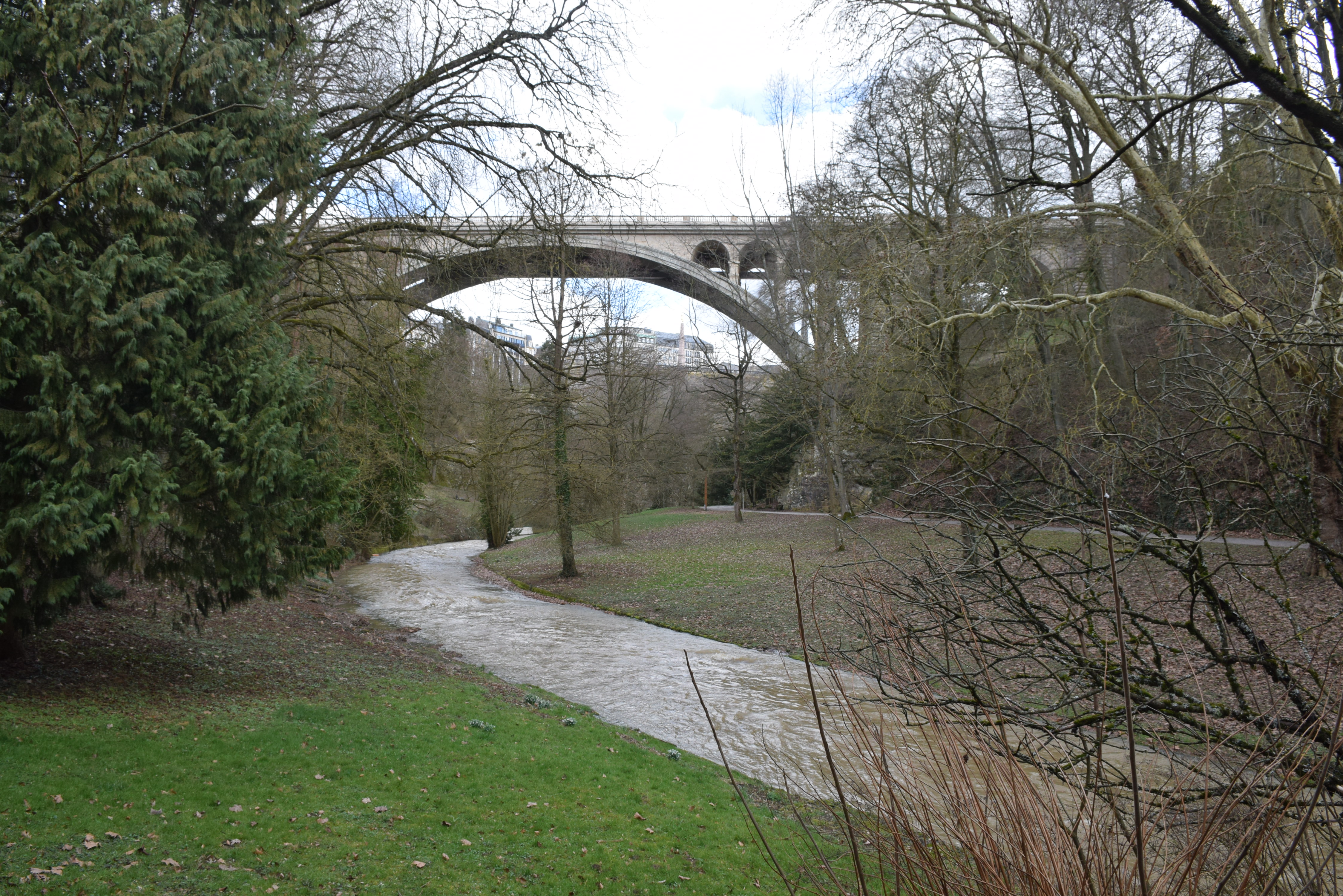
雨で増水したペトリュス川

ペトリュス川流域は、20世紀後半から急速に都市化が進み、降った雨水が地下等を経由せず,
直接雨水管からペトリュス川へ流れ込む割合が増えていった。そうすると、廃水は下水道を区別して排除したとはいえ、大雨の際には、都市交通が原因で発生する塵や汚れを含む表面流出が、ペトリュス川へと集中してしまう。そのためルクセンブルク市は、ペトリュス川畔の地下に複数の集水池を設け、大雨の際には雨水を一旦池に溜めて、上澄みをペトリュス川に流す、ファーストフラッシュ機構を整備することにした。1号池は2012年に運用を始めており、2026年までに9つの池を整備、それぞれの池はおよそ100立米の水を溜めることができる。